# Synchaetomella lunatospora
Synchaetomella lunatospora är en svampart som beskrevs av Decock, G. Delgado & Seifert 2005. Synchaetomella lunatospora ingår i släktet Synchaetomella, ordningen Diaporthales, klassen Sordariomycetes, divisionen sporsäcksvampar och riket svampar.   Inga underarter finns listade i Catalogue of Life.